# 金润庠
金润庠（1890年—1961年6月），字绅友，生于浙江镇海，上海神州法律学院肄业。与竺梅先同为中国近代烟草工业的先驱。20世纪初，中国卷烟强烈依赖外国进口。金、竺二人开始试制国产卷烟纸，建造生产线。他们并引进国外先进技术，重金聘请外国专家。其生产的产品迅速获得成功，走俏市场。为发展民族工业发挥了作用。中国民族造纸工业力量相当薄弱，外资公司实力雄厚，占据大量市场份额，每年赚取巨额利润。为改变这此种恶劣状况，对抗外资，金、竺等人积极联合华资造纸厂家，组建了“国产纸板联合营业所”，提升了民族造纸业的整体实力。

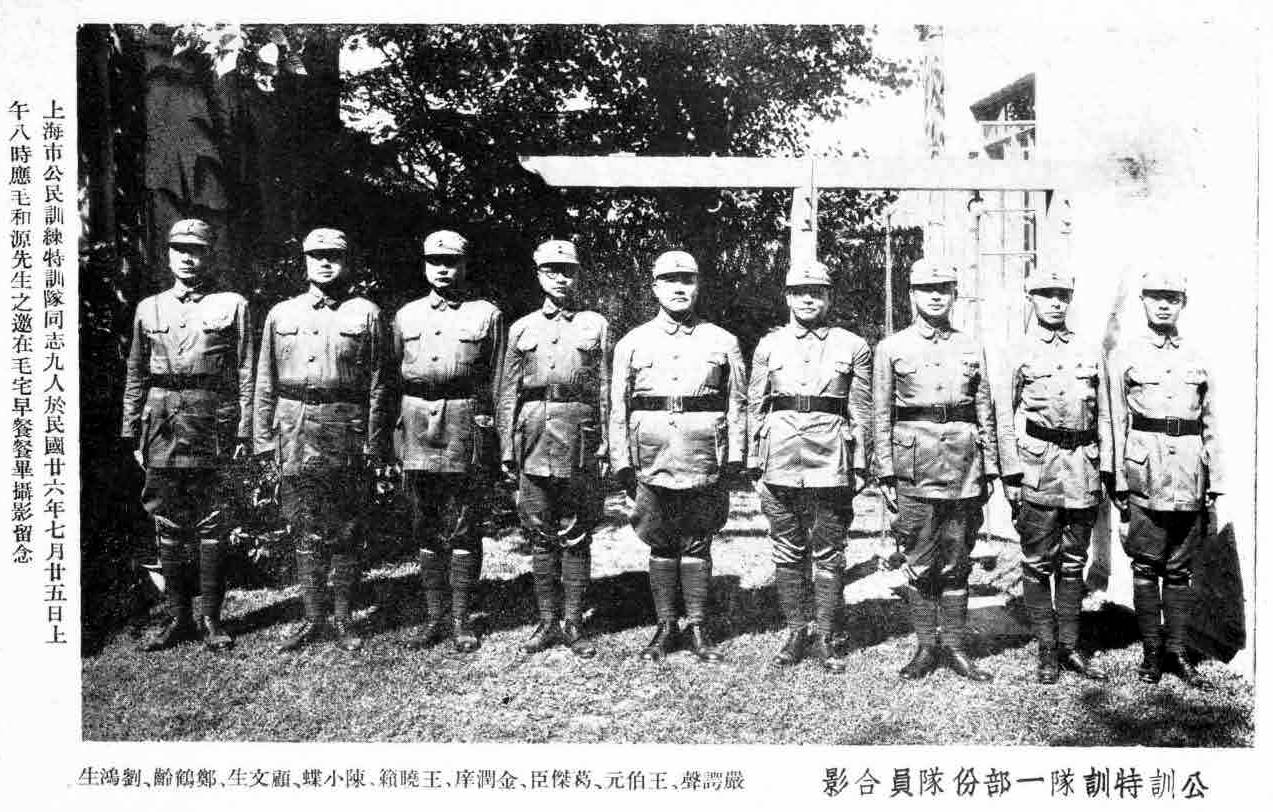
右四金潤庠

## 生平
金润庠生于浙江镇海一“书香”之家，父亲系清朝举人，母亲沙完珍是出身镇海世家，九弯弄沙家的大家闺秀，也是一位教育家，曾开浙东女子教育之先河。14岁小学毕业，到汉口立昌生海味行当学徒，后在上海英商华通保险公司为练习生。
清宣统元年（1909年）任烟台、杭州分公司经理。未几充上海美商德泰洋行、英商光耀桅灯洋行买办，独资开设润丰恒商行。1911年，上海发生金融风潮。金、竺二人同参加了五洲交易所的财产清理案件，并结为挚友。二人钦佩并成至交，几经合作，积资日丰，并由从商变成办实业。
1925年为奉系张宗昌部采办面粉，承接军服生产，获利甚厚。任民丰、华丰造纸厂协理，上海市商会常务委员。1927年，金、竺二人见造纸业利润丰厚，便筹资28万元盘进嘉兴禾丰造纸厂，易名为“民丰造纸股份有限公司”。1931年，以29.05万元购进了杭州武林造纸厂，易名为“华丰造纸股份有限公司”。分别扩建为民丰、华丰造纸厂，试制薄白纸板成功。二人于上海成立民丰、华丰总公司，设董事会，竺梅先任总经理，金润庠任协理。
1930年与孙鹤皋等创办大来商业储蓄银行。1932年创办国产纸板联合营业所，任所长，致力抵制外纸倾销。1933年聘来总工程师褚凤章、造纸工程师陈晓岚，又邀浙江大学教授潘光圻，于1934年试制成功以“船牌”为商标的白纸板。1935年前后，试制卷烟纸，当时全国卷烟厂所用卷烟纸都依靠进口。除了重用褚凤章、陈晓岚外，又用重金聘来奥地利工程师恩槎，从德国引进设备，使“船牌”卷烟纸作为国货迅速投产。
1936年，经国民政府工商部批准获东南五省与京、沪两市卷烟纸制造及专销专利权。由于物美价廉，南洋、华成、福新等烟厂相继采用，后来连傲岸无比的英美烟草公司也开始订货。自此民丰的“船牌”卷烟纸享誉一时，对抵制外货，发展民族工商业，起到了一定作用。
1937年民丰、华丰两厂已拥有450万元资本，雄霸民族造纸工业，还与苏州大丰、盛华、天津振华联营，任联营所所长。“8.13”事变，日军进犯上海，任上海市抗敌后援会主席团成员、兼军需供应委员会副主委、筹捐资金、物资，支援抗日。上海沦陷，至汉口又转赴香港、重庆、桂林等地，经营茶叶出口。曾奉国民政府命，入沪劝募抗日美金公债。
1941年独掌民丰、华丰企业大权。任民丰造纸厂董事长、大同企业公司董事长兼总经理、中华实业银行常务董事。
抗战胜利后，收回日商所占民丰、华丰两厂，任总经理，上海市造纸业同业公会理事长，又任全国工业协会副理事长、上海市商会常务理事、上海市参议会参议员。由于舶来品未到，上海各烟厂均用民丰、华丰的卷烟纸，一时销售大畅。正当金春风得意之时，孔祥熙的扬子公司凭其雄厚的实力，挟洋人之威，把大批美制卷烟纸以低于民丰成本的价格涌进市场。为此“船牌”搁浅，一时无人问津。
1946年，金润庠改组企业管理体制，并聘任陈晓岚、吴贤哲两位工程师担任民丰、华丰厂长。1948年当选“国大”代表。1949年中国人民解放军占领上海了，此前金润庠拒去台湾。民丰、华丰收归国有。1950年至香港，旋被推为浙江省各界人民代表会议特邀代表。7月返沪，值抗美援朝时，捐3架战斗机款。
三反五反时期曾经也是运动对象。1953年11月，经金润庠多次申请，民丰、华丰两厂改为公私合营。历任浙江省工商联常委、省政协常委及第二届（1956年）、第三届（1959年）全国政协委员。
1961年6月病逝上海。其子女根据金“为人民办些福利事业”的遗愿，集其部分遗产20余万元捐助中国教育事业。